# Synchrone Digitale Hierarchie
Die Synchrone Digitale Hierarchie (SDH) ist eine der Multiplextechniken im Bereich der Telekommunikation, die das Zusammenfassen von niederratigen Datenströmen zu einem hochratigen Datenstrom erlaubt. Das gesamte Netz ist dabei synchron.

## Allgemeines
1985 wurde in den USA begonnen, unter dem Namen SONET (Synchronous Optical Network), eine neue Generation optischer digitaler Übertragungssysteme zu spezifizieren, die gegenüber der verbreiteten PDH-Technik (Plesiochrone Digitale Hierarchie) entscheidende Vorteile haben sollte. Aus Kompatibilitätsgründen sollte sie auch Signale der PDH-Technik transportieren können, aber sonst eine neue Hierarchie von Bitraten bilden. Als Basisbitrate wurde in den USA deshalb 51 Mbit/s gewählt und STS-1 genannt (Synchronous Transport System, Step 1). Mit dieser Bitrate konnte die plesiochrone Bitrate von 45 Mbit/s übertragen werden. Die nächste Multiplexstufe arbeitet mit dem Faktor 3 und liefert 155 Mbit/s (STS-3). Sie transportiert drei einzelne STS-1, hat also drei strukturierte Informationsfelder, die die Nutzdaten tragen. Das ist aber oft ungünstig, weshalb eine Variante definiert wurde, die statt drei Feldern ein zusammenhängendes Feld mit dreifacher Größe hat. Dieses Verfahren wird STS-3c genannt, wobei das c für „concatenated“ (verkettet, zusammenhängend) steht. Ein anderes Verkettungsverfahren wird Virtuelle Verkettung genannt und dient dem gleichen Ziel: Vergrößerung des zusammenhängenden Informationsfeldes. Es wird bei der Bezeichnung durch ein angehängtes -vc (virtual concatenation) gekennzeichnet.
Durch Einführung der virtuellen Verkettung wurde es möglich, über das SDH-Netz Bitraten in Stufen von n-mal 2 Mbit/s (zum Beispiel 2M, 4M, 6M, 10M, 20M, 40M, 50M, 100M), sowie hochbitratige Datensignale (wie bei Gigabit Ethernet) ohne Datenratenverluste zu multiplexen und zu übertragen.
Von der internationalen Standardisierungsorganisation ITU-T (Empfehlungen, G.707) wurde das Konzept einer neuen Hierarchie für digitale Übertragungssysteme aufgegriffen und unter dem Namen SDH genormt. Allerdings wurde im Gegensatz zum nordamerikanischen SONET als Basis die 155 Mbit/s-Stufe mit der Bezeichnung STM-1 (Synchronous Transport Module, Step 1) gewählt.
Die Daten werden transparent in Containern mittels „Link Connections“ und „Trails“ durch das SDH-Netz übertragen. Bei Ausfall eines SDH-Netzknotens oder einer Glasfaser können SDH-Netzelemente die Datenströme innerhalb weniger Millisekunden auf einen Ersatzweg automatisch umschalten (Protection).
Im Vergleich zu den vorherigen PDH-Netzen ist SDH mit deutlich erweiterten OAM-Funktionalitäten ausgestattet, d. h. Fehler (Defekte und Anomalien) können deutlicher erkannt und differenzierter gemeldet werden. Die verwendeten Schnittstellen dürfen höchstens eine Bitfehlerrate von 10−10 aufweisen und selbst einzelne Bitfehler in einem SDH-Signal beliebiger Rate sind detektierbar. Insgesamt sind SDH-Netzwerke auf höchste Dienstgüte und -verfügbarkeit ausgelegt.
SDH-Netze werden zunehmend durch DWDM-Technik verdrängt, mit welcher eine effizientere Kapazitätsausnutzung (höhere Bandbreiten, mehrere Verbindungen durch Einsatz verschiedener Wellenlängen) von Lichtwellenleitern möglich ist.

## Einführung
SDH ist von der ITU-T (G.707, G.783, G.803) standardisiert. Es ist abgeleitet von SONET (Synchronous Optical Network), das von Bellcore und AT&T seit 1985 entwickelt wurde. Die Standardisierung von SONET erfolgte durch ANSI. Heute sind die Unterschiede zwischen SONET und SDH gering, die beiden Konzepte sind interoperabel. Da PDH für Breitband-ISDN mit Bitraten oberhalb von 100 Mbit/s nur bedingt einsetzbar ist, wurde SDH primär als Übertragungssystem für B-ISDN konzipiert. Es eignet sich aber auch für den transparenten Transport aller interessierenden Nutzlasten
(ATM-Zellen, Multiplex-Signale der PDH-Hierarchie, SAN-Signale, Ethernet-Aggregation etc.).
| PSTN/ISDN / ATM / IP | Application Layer |
| VC-12 Layer          | Low Order Path    |
| VC-4 Layer           | High Order Path   |
| Multiplex Section    |                   |
| Regenerator Section  |                   |
| Physical Interface   |                   |

- Physische Schnittstelle: In der Regel Glasfaser, Richtfunk oder Satellitenverbindung
- Regenerator: Auffrischen der gedämpften und verzerrten Signale bezüglich Takt und Amplitude
- Multiplexer: plesiochrone oder/und synchrone Signale zu hochbreitbandigen SDH-Bit-Strömen zusammenfügen bzw. Signale einfügen/auskoppeln
- VC (Virtuelle Container): transportieren Container mit Nutzdaten. VC-4–Layer regelt das Ein-/Ausgliedern (Mapping) von 140 Mbit/s-Signalen (E4), der VC-3-Layer das Mapping von 34/45 Mbit/s-Signalen (E3/DS3) und VC-12-Layer das Mapping von 2 Mbit/s-Signalen (E1)

## Eigenschaften
SDH stellt ein synchrones Zeitmultiplex-Verfahren dar, das ähnlich wie PDH eine Multiplex-Hierarchie beinhaltet. Ziel ist die bestmögliche Ausnutzung der von Glasfasern gebotenen Übertragungskapazität. Im Gegensatz zu PDH sind die Takte der einzelnen Übertragungsstrecken mit sehr geringer Abweichung synchron. Die PDH-Technik arbeitet mit Abweichungen von maximal 50 ppm, wogegen die SDH-Technik mehr als 10-mal genauer ist. Das Prinzip von SDH ist einfach: die Byteströme aus n Quellen mit der Rate R werden per synchronem Multiplex zu einem Bytestrom der Rate n · R zusammengefasst.
Im Gegensatz zur PDH ist es durch die synchrone Arbeitsweise der SDH möglich, ein Multiplex-Signal der Ordnung n+1 direkt aus den Signalen aller darunter liegenden Hierarchiestufen 1, ..., n zu bilden. Ebenso kann ein Multiplex-Signal niedriger Ordnung direkt aus den Rahmen höherer Hierarchiestufen herausgelöst werden. Diese Funktionen werden als add/drop bezeichnet. Das synchrone Multiplex-Verfahren ermöglicht auch den Transport von Bitströmen wie ATM-Zellen und PDH-Multiplex-Signalen. Diese Funktion wird als „Crossconnect“ bezeichnet.
SDH kennt die Hierarchiestufen gemäß der Tabelle. Die Rahmen der Stufe n werden mit STM-n (Synchronous Transport Module-n) bezeichnet. Die Stufen STM-1, STM-4, STM-16 und STM-64 werden häufig verwendet. SDH reserviert für OAM-Aufgaben (Operations, Administration and Maintenance) etwa 5 % der Bruttodatenrate.

## SDH-Hierarchiestufen
| Hierarchiestufe SDH | Bitrate nominal    | Bitrate Nutzlast/Payload | Bitrate Nutzdaten | Bitrate Overhead | Synchrones (elektr.) Transportsignal SONET | Optisches Trägersignal SONET |
| ------------------- | ------------------ | ------------------------ | ----------------- | ---------------- | ------------------------------------------ | ---------------------------- |
| STM-0 *             | 51,84 Mbit/s       | 50,112 Mbit/s            | 49,536 Mbit/s     | 1,728 Mbit/s     | STS-1                                      | OC-1                         |
| STM-1 *             | 155,52 Mbit/s      | 150,336 Mbit/s           | 148,608 Mbit/s    | 5,184 Mbit/s     | STS-3 **                                   | OC-3                         |
| STM-2               | 207,36 Mbit/s      |                          |                   |                  |                                            |                              |
| STM-3               | 466,56 Mbit/s      | 451,044 Mbit/s           | 445,824 Mbit/s    |                  | STS-9                                      | OC-9                         |
| STM-4 *             | 622,08 Mbit/s      | 601,344 Mbit/s           | 594,824 Mbit/s    | 20,736 Mbit/s    | STS-12 **                                  | OC-12                        |
| STM-6               | 933,12 Mbit/s      | 902,088 Mbit/s           | 891,648 Mbit/s    |                  | STS-18                                     | OC-18                        |
| STM-8               | 1.244,16 Mbit/s    | 1.202,784 Mbit/s         | 1.188,864 Mbit/s  |                  | STS-24                                     | OC-24                        |
| STM-12              | 1.866,24 Mbit/s    | 1.804,176 Mbit/s         | 1.783,296 Mbit/s  |                  | STS-36                                     | OC-36                        |
| STM-16 *            | 2.488,32 Mbit/s    | 2.405,376 Mbit/s         | 2.377,728 Mbit/s  | 82,944 Mbit/s    | STS-48 **                                  | OC-48                        |
| STM-32              | 4.976,64 Mbit/s    |                          |                   |                  | STS-96                                     | OC-96                        |
| STM-64 *            | 9.953,28 Mbit/s    | 9.621,504 Mbit/s         | 9.510,912 Mbit/s  | 331,776 Mbit/s   | STS-192                                    | OC-192                       |
|                     | 13.271,040 Mbit/s  |                          |                   |                  | STS-256                                    | OC-256                       |
| STM-128             | 19.906,560 Mbit/s  |                          |                   |                  | STS-384                                    | OC-384                       |
| STM-256 *           | 39.813,120 Mbit/s  | 38.486 Mbit/s            | -                 | 1.327,104 Mbit/s | STS-768                                    | OC-768                       |
| STM-512             | 79.626,240 Mbit/s  |                          |                   |                  | STS-1536                                   | OC-1536                      |
| STM-1024            | 159.252,480 Mbit/s | 153.944 Mbit/s           | -                 |                  | STS-3072                                   | OC-3072                      |

Die mit * markierten Stufen sind im Standard enthalten. Die mit ** markierten Hierarchiestufen in SONET haben die größte Verbreitung. STM-1 kann mit elektrischen oder optischen Schnittstellen, STM-4 und höher nur mit optischen Schnittstellen ausgeführt werden.

## SDH-Netzelemente
Grundtypen von Netzelementen in SDH-Multiplextechnik sind folgendermaßen definiert:
- REG (Regeneratoren) verstärken optische Signale. Unterscheidungsmerkmal zu den rein optischen Verstärkern, wie sie im SDH-basierenden OTN verwendet werden, ist die Umwandlung des empfangenen optischen Signals in ein elektrisches. Erst das elektrische Signal wird verstärkt, zeitlich synchronisiert und in seiner Form korrigiert. Danach wird es wieder in ein optisches Signal zurückgewandelt und gesendet. Der rein optische Verstärker kommt ohne die Wandlung in ein elektrisches Signal aus.
- TM (Terminal-Multiplexer) besitzen meist mehrere plesiochrone Teilnehmerschnittstellen und ein oder mehrere Schnittstellen zum SDH-Netz. Sie fassen tributary signals (engl. adj. tributary, zufließend), die aus hierarchisch untergeordneten Netzelementen oder von Endgeräten stammen, zu einem Aggregatsignal einer SDH-Hierarchiestufe, zum Beispiel STM-1, zusammen, welches ins SDH-Netz weitergeleitet wird.
- ADM (Add-Drop-Multiplexer) sind eine Erweiterung des Terminal-Multiplexer. Sie verfügen über zwei aggregatseitige Schnittstellen für SDH-Signale gleicher Hierarchiestufe. Ein ADM kann die empfangenen Signale der beiden Aggregateschnittstellen in die darin enthaltenen Teilsignale aufspalten und einzelne davon den entsprechenden Tributaryschnittstellen zuleiten (drop), die Signale aber sonst unverändert zwischen der beiden Aggregateschnittstellen durchleiten. In umgekehrter Richtung fügt der ADM Signale, die an den Tributaryschnittstellen ankommen, anstelle der entnommenen Teilsignale wieder in die aggregateseitigen Signale ein (add). SDH-Netze in Ringtopologie erfordern ADMs, TMs sind in Ringen nicht zu verwenden.
- Crossconnect-Multiplexer bzw. DCS (Digital Cross-Connect System) (in Europa auch DXC genannt) sind wiederum Erweiterungen der ADMs. Sie verfügen über mindestens 4 aggregateseitige Schnittstellen und können sowohl die aus diesen entnommenen Teilsignale bzw. die an den Tributaryschnittstellen angekommenen Signale auf der VC-Ebene beliebig verschalten.

## Funktionsmodell der SDH
SDH enthält Funktionen, die der OSI-Schicht 1 zuzuordnen sind. Die Funktionsblöcke und ihre Schichtung sind durch die folgenden Begriffe gekennzeichnet:
- Optische Teilstrecken (photonic) beziehen sich auf optische Signale auf Glasfasern und Umwandlungen optisch - elektrisch und umgekehrt.
- Regenerator-Abschnitt (Regenerator Section) bezeichnet einen Glasfaserabschnitt, der zwischen Regeneratoren (REG) oder zwischen einem Regenerator und einem anderen Netzelement angeordnet ist. Der Regenerator Section ist der RSOH zugeordnet.
- Multiplexer-Abschnitt (Multiplex Section) verbindet zwei Multiplexer (auch über mehrere Regeneratoren hinweg). Die Multiplex-Section verbindet zwei terminierende Ports derselben Rate STM-N. Der Multiplex Section ist der MSOH zugeordnet.
- HO-Pfad (High Order path oder trail) kann über mehrere Netzelemente (zum Beispiel über ADM, DCS und Regeneratoren) hinweg übertragen werden (ohne Neusynchronisation). Als AU4 gemapptes Signal enthält es einen VC4 (oder eine Verkettung von VC4 Containern, zum Beispiel für ATM-Datensignale) mit einem Nutzdatensignal der Rate E4 oder dient als Transportschicht für LO-Pfade. Dem HO-Pfad ist der VC4-POH zugeordnet. Weiterhin gibt es auch HO-Pfade der Rate VC3, wenn diese in eine AU3 eingemappt werden.
- LO-Pfad (Low Order path oder trail) der Raten VC11, VC12, VC3 sind in einem VC4 verpackt und transportieren die eigentlichen Nutzdatensignale mit Bitraten äquivalent zu DS1 bis E3. Dem LO-Pfad ist der VC11/12/3-POH zugeordnet.

Diese Schichten zeichnen sich durch eigenständige OAM Funktionen (zum Beispiel Übertragungsfehlerüberwachung, Alarmierung, Protection) aus, die unabhängig von der übergeordneten Übertragungsschicht funktionieren. So kann zum Beispiel auf HO-Ebene die Bitfehlerrate gemessen werden, ohne auf Daten der Multiplex-Sections zurückgreifen zu müssen. In umgekehrter Richtung aber wird bei Ausfall des höheren Layers die untergeordnete Schicht mit einem Fehlersignal belegt, d. h. beim Ausfall einer Multiplex-Section werden alle darin enthaltenen HO-Pfade und LO-Pfade verworfen.

## Topologie von SDH-Netzen

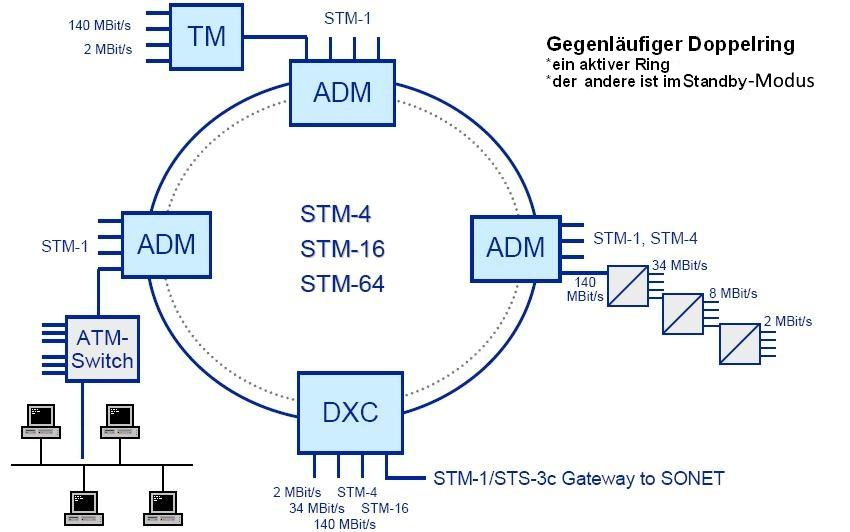
Beispiel einer SDH-Ring-Struktur

In den meisten Ländern sind inzwischen die Transportnetze in SDH-Technik ausgebaut und die alte PDH-Technik ist weitgehend ersetzt.
Daher sind Topologien verschiedenster Ausprägung realisiert, sie richten sich nach den geographischen Anforderungen. Ein wesentliches Merkmal der SDH-Technik ist die automatische Umschaltung auf Ersatzwege im Fehlerfall (Protection). Als Beispiel zur Erklärung der Arbeitsweise der Protection wird gerne der Doppelring gewählt, im ungestörten Betrieb wird ein Ring genutzt, der sogenannte Arbeitsweg. Der zweite Ring dient als kalte Reserve, als Ersatzweg. Byteströme werden durch die ADM (Add-Drop-Multiplexer) in den Arbeitsweg eingeführt und aus ihm entnommen. Bei einer Störung des Arbeitsweges schaltet das APS (Automatic Protection System) vom Arbeitsweg auf den Ersatzweg. Diese Topologie ist unter der Bezeichnung 4-Faser MS-SPRing (Multi-Section-Shared-Protection-Ring) ab STM-16 aufwärts standardisiert.
Eine vereinfachte Version der Ring Protection wird als 2-Faser MS-SPRing bezeichnet, dort wird die Hälfte der verfügbaren Bandbreite zur Ersatzwegeschaltung freigehalten, bzw. mit Verkehr niedriger Priorität gefüllt. Diese Bandbreite wird im Fehlerfalle mit dem Verkehr der ausgefallenen Ringstrecke beaufschlagt und der Verkehr niedriger Priorität verworfen.
MS-SPRing-Mechanismen sind nur für Ringstrukturen geeignet und daher besonders in Backbonestrukturen anwendbar. Für lineare Strukturen wurde das Protokoll MSP (Multiplex-Section-Protection) entwickelt, dort schützt in der Regel eine Ersatzverbindung genau eine Faserverbindung (1+1). Weiterentwicklungen belegen den Ersatzschaltungsweg mit Verkehr niedriger Priorität (1:1) oder schützen mehrere Multiplex-Sections mit einem Ersatzweg (1:N). Diese Protokolle arbeiten auf Multiplex-Section-Ebene, d. h. die Ersatzschaltung wird für die gesamte optische Faser angewandt.
Für stark vermaschte Strukturen bietet sich die pfadbasierte Sub-Network Connection Protection an, die auf VC-Ebene eine 1+1-Protection bietet.
Allen diesen Schutzmechanismen ist gemein, dass laut Standard die Ersatzschaltmaßnahmen nach dem Erkennen einer Störung automatisch innerhalb von 50 Millisekunden abgeschlossen sein müssen.
In modernen SDH-Geräten liegen die tatsächlich erreichten Umschaltzeiten aber deutlich darunter (abhängig von der Leitungslänge/Ausbreitungsverzögerung circa 1 Millisekunde je 200 Kilometer).
In der Regel sind in den heutigen SDH-Übertragungsnetzen alle Verbindungen 1+1 geschützt.

## Rahmenaufbau und Multiplex-Struktur
| Zeilen    | 9 Spalten (1 bis 9)                 | 261 Spalten (10 bis 270)                                    |
| 1 2 3     | Regenerator Section Overhead (RSOH) | Nutzlast (Payload) 261 * 9 Byte pro Rahmen (150,336 Mbit/s) |
| 4         | AU Pointer (Administrative Unit)    | Nutzlast (Payload) 261 * 9 Byte pro Rahmen (150,336 Mbit/s) |
| 5 6 7 8 9 | Multiplex Section Overhead (MSOH)   | Nutzlast (Payload) 261 * 9 Byte pro Rahmen (150,336 Mbit/s) |
|           | je 1 Byte                           | je 1 Byte                                                   |

SDH überträgt Nutz- und Steuerdaten in einer Folge von Frames (Rahmen), welche seriell gesendet werden. Jeder Rahmen besteht aus Overhead (Steuerdaten) und Payload (Nutzdaten und weiteren Daten). Der STM-1 Rahmen besteht aus den Bereichen Nutzlast, RSOH (Regenerator Section Overhead) und MSOH (Multiplex Section Overhead) und AU Pointer. Der Rahmen wird zeilenweise von links nach rechts und von oben nach unten übertragen. Die AU Pointer (Administrative Unit) zeigen auf die Position der Nutzinformation im Bereich Payload.
Die Begriffe zum Rahmenaufbau sind wie folgt definiert:
- Container (C-i) Bereiche im Rahmen, die einer bestimmten Nutzlast entsprechen. Die Größe der Container wurde an die in der PDH-definierten Datenraten angepasst. Das Einfügen plesiochroner Datenströme erfordert Stopfvorgänge (Bit- oder Bytesynchron). Jedem Container wird der POH (Path Overhead) hinzugefügt, der die Nutzdaten beschreibt.
- Virtual Container (VC-i) werden eingeteilt in VC niedriger Ordnung (VC11 bis VC12, VC2 und VC3) und VC höherer Ordnung (VC-4). Manche VC niedriger Ordnung können zu solchen höherer Ordnung zusammengefasst werden, müssen aber nicht.
- Tributary Unit (TU-i) sind erforderlich, weil die von außerhalb der SDH kommenden VC unterschiedliche Phasenlagen in Bezug auf den Multiplex-Rahmen aufweisen können. Deshalb werden die VC in die etwas größeren TU eingebettet. Der Beginn eines VC innerhalb einer TU wird durch Pointer angegeben.
- Tributary Unit Group (TUG) fassen TU-i gemäß Schaubild zusammen.
- Administrative Unit (AU-i) haben gegenüber VC höherer Ordnung dieselbe Funktion wie die Tributary Unit Group gegenüber VC niedriger Ordnung.
- Administrative Unit Group (AUG) werden analog zu den Tributary Unit Group aus AU-3 und AU-4 gebildet. Die zugehörigen Pointer sind die AU-Pointer in Zeile 4 Bytes 1–9.
- Synchronous Transport Module (STM-n): Rahmen höherer Ordnung ({\displaystyle n>1}) werden durch das Multiplexen entsprechend vieler Rahmen der nächsttieferen Hierarchiestufe gebildet.

Die Einführung der Pointer erlaubt (im Gegensatz zur PDH) die direkte Adressierung eines Nutzdatensignales in einem hochbitratigen Signal, ohne das komplette Signal demultiplexen zu müssen. Weiterhin können über Pointer kleine Taktunterschiede zwischen den Netzelementen ausgeglichen werden.
| STM-n | ← AUG | ← AU-4 Pointer Behandlung | ← VC-4 POH Path Overhead |         |         |                            |             | ← C4 Mapping  | 149,760 Mbit/s (ATM-Signal) 139,264 Mbit/s (E4-Signal)                               |
|       |       |                           |                          | ← TUG-3 |         | ← TU-3 Pointer Behandlung  | ← VC-3 POH  | ← C3 Mapping  | 48,384 Mbit/s (Ethernet-Signal) 44,736 Mbit/s (DS3-Signal) 34,368 Mbit/s (E3-Signal) |
|       |       |                           |                          |         | ← TUG-2 | ← TU-2 Pointer Behandlung  | ← VC-2 POH  | ← C2 Mapping  | 6,312 Mbit/s 3*2,048 Mbit/s                                                          |
|       |       |                           |                          |         |         | ← TU-12 Pointer Behandlung | ← VC-12 POH | ← C12 Mapping | 2,048 Mbit/s                                                                         |
|       |       |                           |                          |         |         |                            | ← VC-11 POH | ← C11 Mapping | 1,544 Mbit/s                                                                         |

Bemerkung: ATM-Signale können direkt in einen C4 mit einer Übertragungsrate von ungefähr 150 Mbit/s gemappt werden (beim DSLAM).

### Anpassung der AU Pointer
Eine Anpassung der Administrative Unit Pointer ist jederzeit möglich. Hierfür zeichnen folgende Situationen verantwortlich:
- Virtual Container sind nicht an Rahmengrenzen gebunden.
- Unter Umständen „wandernde“ Virtual Container (VC)
- In jedem vierten Rahmen können Pointer nach Ankündigung angepasst werden.
- Gegebenenfalls ist die Pointerstruktur verkettet (Transportgruppen enthalten wiederum Container usw.).

## Normen gemäß ITU-T
- G.707/Y.1322 „Network Node interface for the synchronous digital hierarchy (SDH)“, definiert die Bitraten, die Grundlagen der Multiplexstruktur und die Signalstruktur für SDH an der Netzknotenschnittstelle (NNI)[4]
- G.780 „Vocabulary of terms for synchronous digital hierarchy (SDH) networks and equipment“, ein Glossar[5]
- G.783 „Characteristics of synchronous digital hierarchy (SDH) equipment functional blocks“, definiert die zu SDH gehörenden Funktionsblöcke in Form von Informationsmodellen[2]
- G.784 „Synchronous digital hierarchy (SDH) management“, beschreibt die zu SDH gehörende Betriebstechnik[6]
- G.803 „Architecture of transport networks based on the synchronous digital hierarchy (SDH)“[3]

## LAPS
Um paketorientierte IP-Daten direkt in einen SDH-Container zu mappen, wurde das Transportprotokoll LAPS (Link Access Procedure SDH) entwickelt. ITU-T X-85 definiert IP über SDH und ITU-T X-86 definiert Ethernet über SDH mittels LAPS.

## Next Generation SDH
Das SONET/SDH wurde geschaffen, um Sprach- und Datenverkehr mit höheren Übertragungsraten optisch zu übertragen. Die Nutzdaten der Container sind deswegen abwärtskompatibel zu den Datenübertragungsraten der PDH-Hierarchie definiert. Die ursprüngliche Vorstellung war, dass auch der Datenverkehr von IT-Einrichtungen zunächst über eine gängige PDH-Bitrate wie beispielsweise 2-Mbit/s (E1) elektrisch übertragen wird, und diese dann in einem SDH-Multiplexer mit anderen PDH-Signalen zusammen zu einem optischen SDH-Aggregatsignal gemultiplext wird. Dieses Verfahren ist auch heute noch gängig, allerdings ist bei höheren Datenraten der nicht genutzte Teil der Übertragungskapazität hoch. Beispielsweise ist für die Datenübertragungsrate des Ethernet-Verkehrs von 100 Mbit/s ein STM-1-Signal mit 155 Mbit/s erforderlich.
Um nun Sprache und Daten effizient über eine gemeinsame Platform zu übertragen, wurde beim ITU das GFP-Protokoll, die virtuelle Verkettung (VCAT) und das granulare Hinzu- oder Wegschalten von Kapazität (LCAS) definiert. Diese Erweiterungen des herkömmlichen SDH bezeichnet man als Next Generation SDH.

### General Framing Procedure
Beim GFP-Protokoll (ITU-T G.7041) werden Ethernet-Rahmen und Rahmen anderer gängiger Netzwerktechnologien (Fibre Channel, ESCON, FICON, GbE, Digital Video) mittels GFP-Mapping in die SDH-Container abgebildet. Zwei Modi sind definiert: Transparent GFP (GFP-T) und Frame-mapped GFP(GFP-F).

### Virtuelle Verkettung (VCAT)
Weil aber die definierten SDH-Containergrößen zum Übertragen von Datenpaketen nicht optimal waren, wurde zusätzlich die „virtuelle Verkettung“ (engl. virtual concatenation, ITU-T G.707) von mehreren Containern (VC12, VC3 oder VC4) eingeführt. Hierdurch ergibt sich eine entsprechend größere Nutzlast. Für Fast Ethernet werden nun anstatt eines VC4 nur mehr zwei VC3 benötigt.
Der Vorteil der virtual concatenation: Die einzelnen Container werden separat durch das Netz transportiert, die Hardware braucht – im Gegensatz zur „contiguous concatenation“ – nur an den Netzrändern an die neue Funktionalität angepasst zu werden.

### Link Capacity Adjustment Scheme (LCAS)
Mittels des LCAS-Protokolls (ITU-T G.7042) können während des Betriebs einzelne virtuelle Container hinzu- oder weggeschaltet werden, so dass eine quasi-dynamische Veränderung der Transportkapazität im Netz mit relativ kurzer Reaktionszeit und ohne Operatoreingriff (zum Beispiel bei Störungen im Netz) möglich ist. Dadurch können beispielsweise Verbindungen (Ethernet over SDH, …) auf zwei Wege (50/50) aufgeteilt werden, wodurch bei einem Ausfall eines Weges die Verbindung weiterhin funktioniert, wenngleich mit reduzierter/halber Bandbreite. Eine Schutzfunktion mittels LCAS hat gegenüber anderen Verfahren wie SNCP den Vorteil, dass keine zusätzliche Übertragungskapazität gebraucht wird (bei SNCP wird die doppelte Bandbreite gebraucht – Haupt- und Ersatzweg jeweils mit voller Zielbitrate).

### Zukunft des NG-SDH und NG-SONET
GFP und LCAS ermöglichen dem SDH Paketdaten ohne Bandbreitenverluste kostengünstig zu übermitteln. 50 % der Übertragungskapazität werden jedoch zum Schutz der SDH-Strecken benötigt, welches preislich gesehen ungünstig ist. Restoration mittels GMPLS erlaubt es dem SDH die Hochgeschwindigkeitsstrecken (STM16 oder STM64) effektiver auszunutzen. Bei der Restoration (Shared Mesh) wird ein Ersatzweg dynamisch im Voraus ausgerechnet; mehrere Strecken teilen sich eine Ersatzstrecke. Das NG-SDH ist bei den Weitverkehrsnetzen mit den IP/MPLS- und Ethernet-Netzen konkurrenzfähig.
Im optischen Testbed VIOLA in Deutschland werden die neuesten optischen Netztechniken mit wie Ason-GMPLS und das Next Generation SDH getestet.

### Multiservice Plattformen
IP-fähige NG-SDH Netzknoten, die SDH oder WDM als Transportnetz benutzen, bezeichnet man als MSPP (Multi Service Provisioning Platform) oder als MSTP (Multi Service Transport Platform).
Beispiele:
- SDH- und MPLS-fähig: Cisco ONS 15454 SDH Multiservice Provisioning Platform (MSPP), Corrigent CM-100 Packet ADM
- DWDM, SDH-, MPLS-, ATM- und Ethernet-fähig: Alcatel 1660SM (Rel.5)
- OTN-, GMPLS-, SDH-, MPLS- und ATM-fähig: Alcatel 1678MCC, ADVA FSP 3000

Im Oktober 2005 wurde auf dem Broadband World Forum in Madrid, die erste multifunktionsfähige Plattform vorgestellt, welche einen 100 %-Mix von Ethernet/MPLS, SONET/SDH, und WDM/OTN in einem einzigen Gerät vereinigt. Der Alcatel-Lucent 1850 Transport-Service-Switch macht keinen Unterschied mehr zwischen paketorientierten (IP) und leitungsvermittelten Diensten. Er transportiert Daten diensteunabhängig.